# Taeniolejeunea
Taeniolejeunea là một chi rêu trong họ Lejeuneaceae.